# Hardangervidda

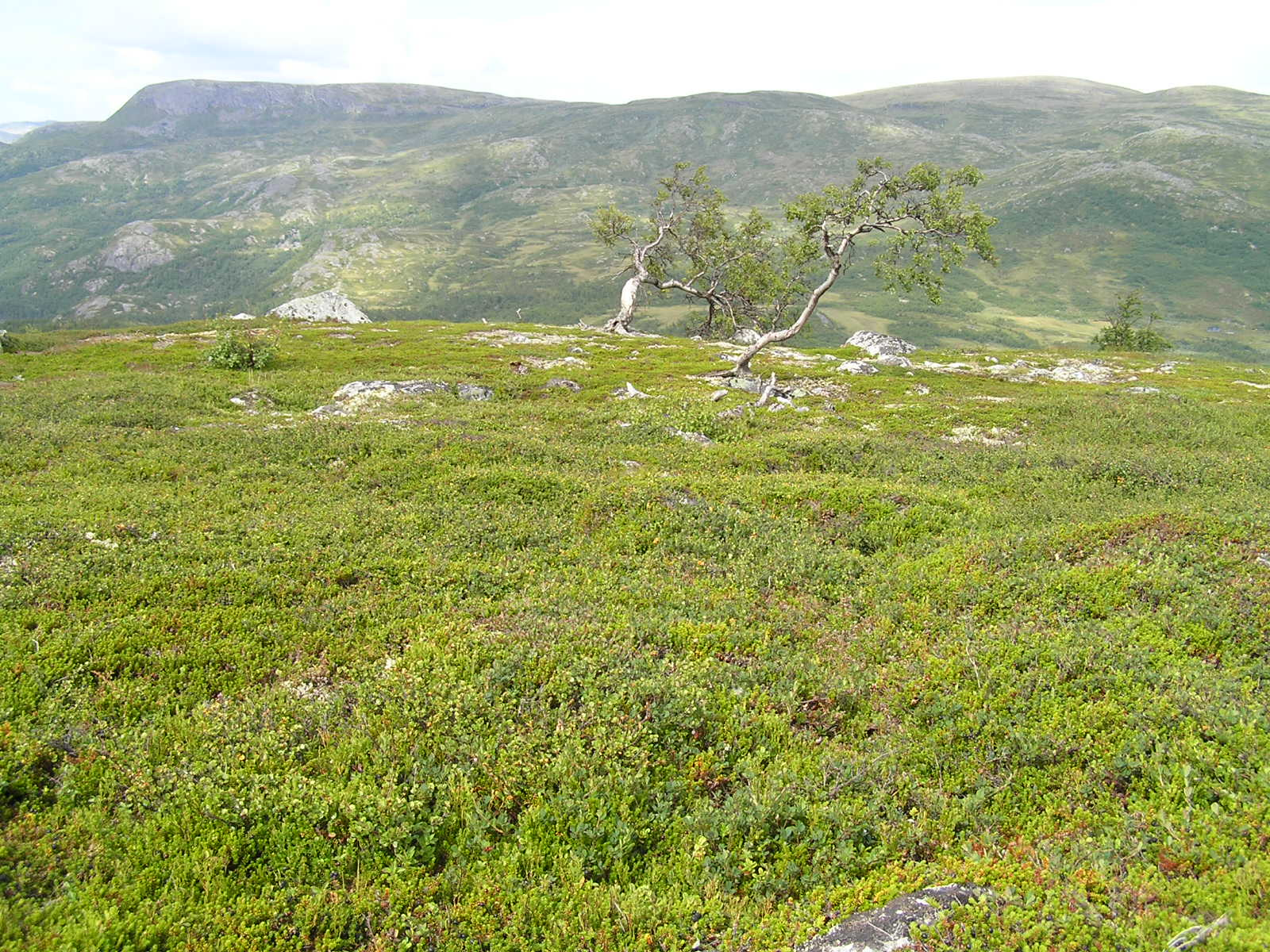
Hardangervidda.

Hardangervidda är ett fjällområde i södra Norge, öster om Hardangerfjorden. En stor del av Hardangervidda upptas av Hardangervidda nationalpark på 3 422 km².
Området utgör den största högfjällsplatån i Europa (cirka 8 000 km²) och har flera större glaciärer.  Administrativt är den uppdelad mellan Buskerud fylke, Vestland fylke, och Telemark fylke. Den Norske Turistforening har totalt 26 stugor i området. Området ligger på mellan 1 100 och 1 200 m ö.h. och blev isfritt för omkring 9 000 år sedan. Platån ligger alltså över trädgränsen, med högsta punkten Sandfloeggi som är 1 721 m ö h. Äldre stenålderns människor nådde området 6 300 f Kr. Idag finns en rik fauna och flora med exempelvis 15 000 renar 1996, och 8 000 år 2008.[källa behövs]
Hardangervidda är en upplyft del av det Subkambriska peneplanet som även återfinns i stora delar av Sverige.
Bergenbanan och riksväg 7 går över Hardangervidda. Riksväg 13 går längs kusten, nära Hardangervidda.

## Bilder

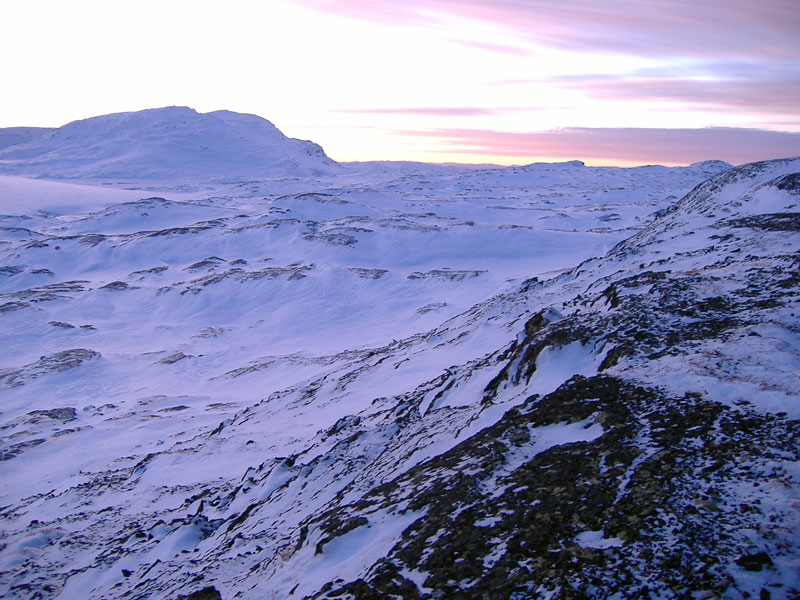
Hardangervidda på vintern.
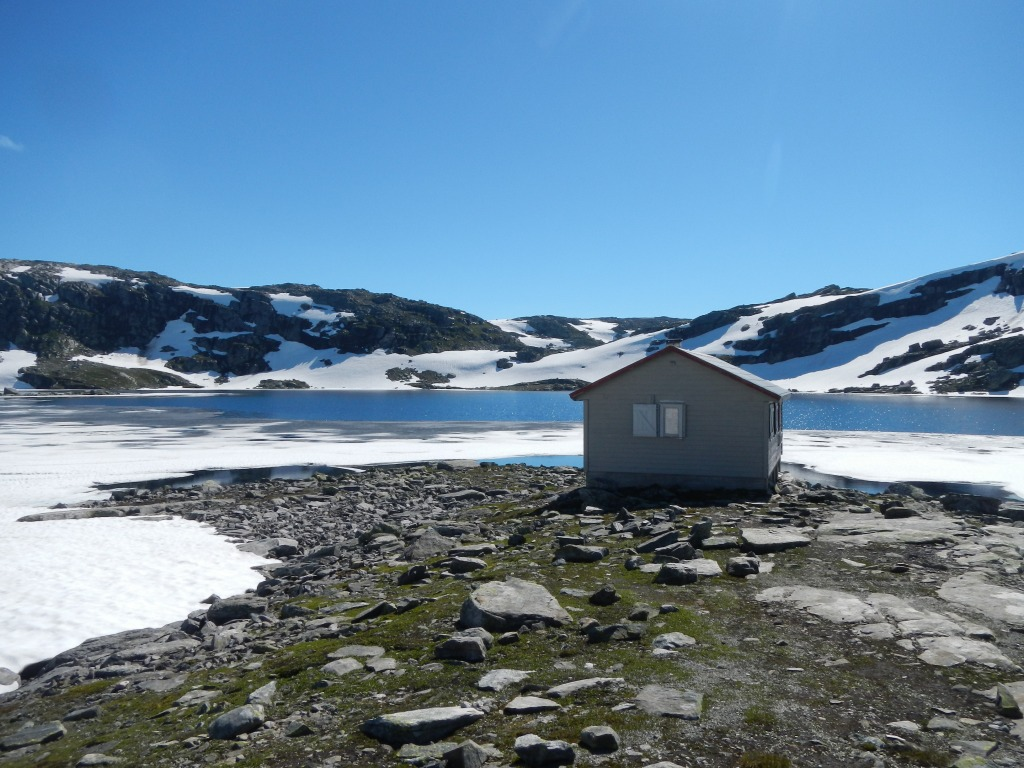
Kvanntjørnsbu, en av de många hytter (stugor) Den Norske Turistforening har för vandring på Hardangervidda. Snö och is även mitt i juli.
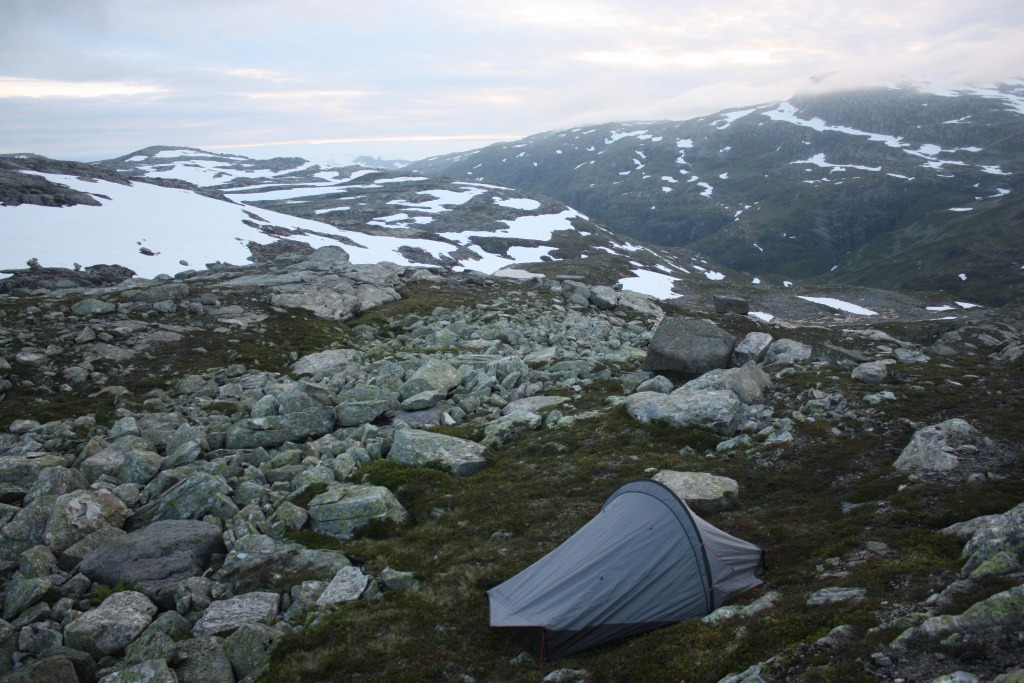
Tältning på berg i sydvästra Hardangervidda.